# Avengers: Age of Ultron
Avengers: Age of Ultron är en amerikansk superhjältefilm om hjältegruppen med samma namn från 2015, i regi av Joss Whedon. Det är uppföljaren till The Avengers (2012), och den elfte filmen i serien Marvel Cinematic Universe. Handlingen kretsar kring superhjältarna från den första filmen när de samlas igen för att slåss mot roboten Ultron.

## Handling
S.H.I.E.L.D. är förstört efter den förödande katastrofen i Washington D.C., utfört av HYDRA. The Avengers har tagit över beskyddarrollen, men det är kämpigt. Tony Stark skapar därför Ultron, en självmedveten, självlärd artificiell intelligens som kan stoppa hot och kontrollera Starks mäktiga Iron Legion. Något går dock fel, när Ultron plötsligt inser att den verkliga fienden mot mänskligheten är människan själv och ger sig iväg för att utrota dem från jorden. Dessutom lurar fortfarande HYDRA i skuggorna och Avengers måste stoppa det nya hotet till varje pris, innan det är för sent.

## Rollista (i urval)

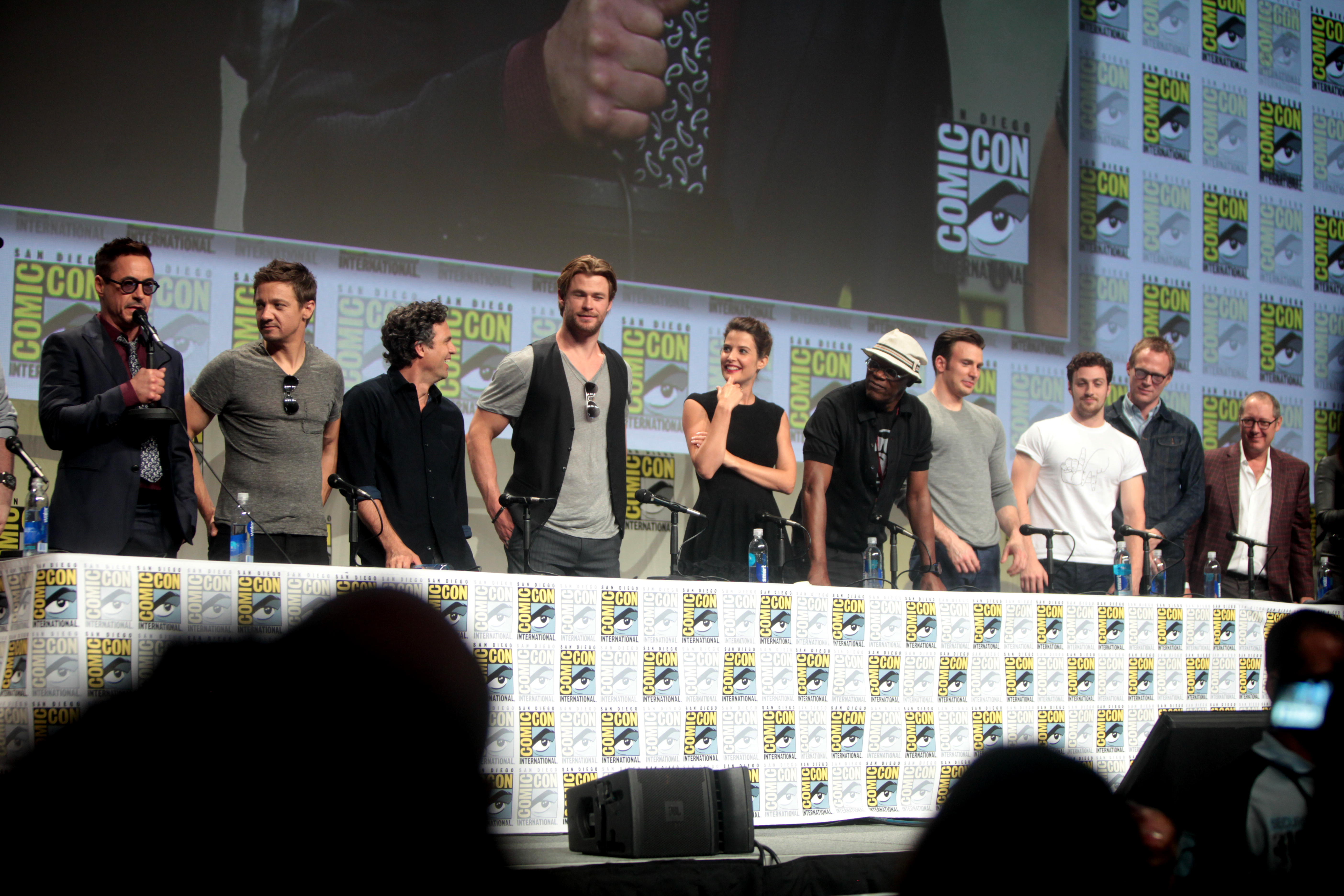
Rollerna av Avengers: Age of Ultron på San Diego Comic-Con International 2014.

- Robert Downey, Jr. – Anthony "Tony" Stark / Iron Man[4]
- Chris Hemsworth – Thor[5]
- Mark Ruffalo – Bruce Banner / Hulken
- Chris Evans – Steven "Steve" Rogers / Captain America[6]
- Scarlett Johansson – Natasha Romanoff / Black Widow[7]
- Jeremy Renner – Clint Barton / Hawkeye
- James Spader – Ultron[8]
- Samuel L. Jackson – Nick Fury[9]
- Don Cheadle – Överstelöjtnant James "Rhodey" Rhodes / War Machine
- Aaron Taylor-Johnson – Pietro Maximoff / Quicksilver
- Elizabeth Olsen – Wanda Maximoff / Scarlet Witch[10]
- Paul Bettany – J.A.R.V.I.S. (röst) / Vision
- Cobie Smulders – Agent Maria Hill
- Anthony Mackie – Sam Wilson / Falcon[11]
- Linda Cardellini – Laura Barton
- Stellan Skarsgård – Dr. Erik Selvig
- Claudia Kim – Dr. Helen Cho
- Hayley Atwell – Peggy Carter
- Idris Elba – Heimdall
- Andy Serkis – Ulysses Klaue
- Thomas Kretschmann –  Baron Wolfgang von Strucker
- Julie Delpy – Madame B
- Henry Goodman – Dr. List
- Aaron Himelstein – Specialist Cameron Klein
- Kerry Condon – F.R.I.D.A.Y. (röst)
- Lou Ferrigno – Hulken (röst)
- Josh Brolin – Thanos (cameo)
- Stan Lee – Militärveteran på party (cameo)